# Straight Outta Control
Straight Outta Control is een Nederlandse hiphopformatie die in 2015 werd opgericht. 
De groep bestaat uit de rappers Big2, Adje, Cho, Dio, Hef en MocroManiac. In drie dagen tijd schreven ze een ep en de single Dat nu in het huis van Big2 in Heiloo. Het album werd uitgebracht op Spotify en iTunes via het label La Foux. De tracks kregen in het eerste jaar meer dan een miljoen views op YouTube.
De naam is geïnspireerd op de film Straight Outta Compton (2015) over de Amerikaanse hiphopformatie N.W.A. Beide bands rappen in het subgenre gangstarap dat problematische leefomstandigheden aan de orde stelt. N.W.A. wordt gezien als een van de voorlopers van dit genre. Het Nederlandse album Straight Outta Control verscheen eind augustus en de Amerikaanse film enkele dagen later op 3 september; de Nederlandse rappers zagen de film al in de voorpremière.

## Discografie
Album
- 2015: S.O.C. / Straight Outta Control, ep

Single
- 2015: Dat nu